# Westminster (Vermont, Village)
Westminster ist ein Village in der Town Westminster im Windham County des Bundesstaates Vermont in den Vereinigten Staaten mit 287 Einwohnern (laut Volkszählung von 2020). Westminster liegt im Osten der Town Westminster am Westufer des Connecticut Rivers.

## Geschichte
Westminster ist eine der ältesten Gemeinden in Vermont. Gegründet im Jahr 1734 als Township No. 1 (gelegentlich auch als New Taunton) unter der Verwaltung der Massachusetts Bay Colony wurde es ab 1751 dauerhaft besiedelt. Während der Regierungszeit von Georg II. wurde der heutige U.S. Highway 5 angelegt, der seinerzeit auch als Exerzierplatz für das Militär gedacht war. Geschichte wurde im County Court House geschrieben, welches von 1772 bis 1778 in Westminster war. Die bedeutendste Versammlung, die dort stattgefunden hat, war die Versammlung im Jahr 1777, auf der die Vermont Republic ausgerufen wurde. Zwei Jahre zuvor kam es bei dem sogenannten Westminster Massacre zum Sturm auf das Gerichtsgebäude bei Aufständen, die schließlich in der Unabhängigkeitserklärung mündeten. Bei diesen wurde ein Mann getötet und ein weiterer schwer verletzt.
Das Village Westminster wurde im Jahr 1907 mit eigenständigen Rechten versehen.
Das Zentrum des Villages ist im National Register Historic Districts gelistet.

### Einwohnerentwicklung
| Jahr      | 1900 | 1910 | 1920 | 1930 | 1940 | 1950 | 1960 | 1970 | 1980 | 1990 |
| --------- | ---- | ---- | ---- | ---- | ---- | ---- | ---- | ---- | ---- | ---- |
| Einwohner |      |      | 313  | 320  | 270  | 298  | 333  | 446  | 319  | 399  |
| Jahr      | 2000 | 2010 | 2020 | 2030 | 2040 | 2050 | 2060 | 2070 | 2080 | 2090 |
| Einwohner | 276  | 291  | 287  |      |      |      |      |      |      |      |

Volkszählungsergebnis Westminster Village, Vermont

## Wirtschaft und Infrastruktur

### Verkehr
Durch Westminster führt in nördlicher Richtung der U.S. Highway 5. Die Interstate 91 verläuft parallel zum Highway leicht westlich am Village vorbei und östlich verläuft die Bahnstrecke Brattleboro–Windsor. Alle Strecken verlaufen parallel zum Connecticut River.